# شهرستان اوتاگامی (ویسکانسین)
شهرستان اوتاگامی، ویسکانسین (به انگلیسی: Outagamie County, Wisconsin) یک سکونتگاه مسکونی در ایالات متحده آمریکا است که در ویسکانسین واقع شده‌است.

## خصوصیات
شهرستان اوتاگامی ۱٬۶۷۰٫۵۵ کیلومترمربع مساحت دارد.